# ヴィッリー・ブレインホルスト
ヴィッリー・ブレインホルスト（Willy Breinholst, 1918年6月27日 - 2009年9月19日）は、デンマークのフレデンスボー出身の作家、脚本家。1945年から1976年にかけてユーモア作家として活躍したほか、スウェーデンのアルネ・マットソン監督やデンマークのラウ・ラウリッツェン監督の映画などで脚本を務めた。
彼の著書は世界100カ国以上で翻訳されて販売されており、ドイツのデア・シュピーゲルによる本の週間売り上げランキングトップ10に5冊の著書をランクインさせ、ギネス・ワールド・レコーズとなっている。
2009年9月19日、死去。